# Iba di Edessa
Iba di Edessa (in siriaco Ḥībā, in greco ῏Ιβας?; ... – 28 ottobre 457) è stato un arcivescovo, teologo e traduttore siro, vescovo di Edessa dal 435 al 457.

## Biografia

### Giovinezza
Viene menzionato per la prima volta come presbitero della chiesa di Edessa durante l'episcopato di Rabbula, allorquando sostenne con forza le posizioni teologiche che invece il suo vescovo avversava. Docente presso la prestigiosa Scuola teologica di Edessa, Iba era un fervente ammiratore degli scritti di Teodoro di Mopsuestia, che tradusse in siriaco appositamente per gli allievi della scuola e che fece circolare in tutto l'oriente cristiano. Fu il méntore di Barsauma.

### Eresia: condanna e assoluzione
Nel 431 la dottrina di Teodoro di Mopsuestia fu condannata come eretica al Concilio di Efeso. Per aver appoggiato i suoi insegnamenti, negli anni seguenti anche Iba fu accusato di eresia.
Il secondo concilio di Efeso si aprì il 3 agosto 449 ed uno dei suoi obiettivi era proprio la condanna di Iba. L'esame delle sue posizioni teologiche era previsto per la seconda sessione, il 22 agosto. Tre vescovi condussero un'indagine a Tiro ed a Beirut. Quando furono sentiti dai padri conciliari evitarono di parlare dell'assoluzione di Iba, affermando che una seconda inchiesta, fatta ad Edessa, era stata più approfondita. Furono poi ammessi alcuni monaci di Edessa ed altre parti dell'accusa e fu chiesta loro una relazione, che era contro Iba, come previsto. 
Iba fu deposto dalla carica di vescovo. La sentenza fu votata all'unanimità. Anche Eustazio di Beirut e Fozio di Tiro, che precedentemente lo avevano assolto sulla base delle stesse prove, votarono con la maggioranza. Iba non fu neppure chiamato a comparire, anche se al momento era in carcere ad Antiochia. Il successivo Concilio di Calcedonia del 451 lo assolse e lo riabilitò insieme a Teodoreto di Cirro.
Iba morì nel 457. Dopo la sua morte, i maggiori esponenti della scuola di Edessa furono espulsi e andarono in esilio in Persia, per confluire nella Scuola di Nisibi, rifondata da Barsauma, ex allievo di Iba, diventato vescovo della città.